# Lahayville
Lahayville település Franciaországban, Meuse megyében. Lakosainak száma 29 fő (2022. január 1.). Lahayville Essey-et-Maizerais, Pannes, Saint-Baussant, Seicheprey és Richecourt községekkel határos.

## Népesség
A település népességének változása:
| Lakosok száma | 44   | 48   | 39   | 28   | 25   | 24   | 27   | 28   | 30   | 29   |
|               | 1968 | 1982 | 1990 | 2006 | 2013 | 2015 | 2017 | 2019 | 2020 | 2022 |